# Carte choroplèthe

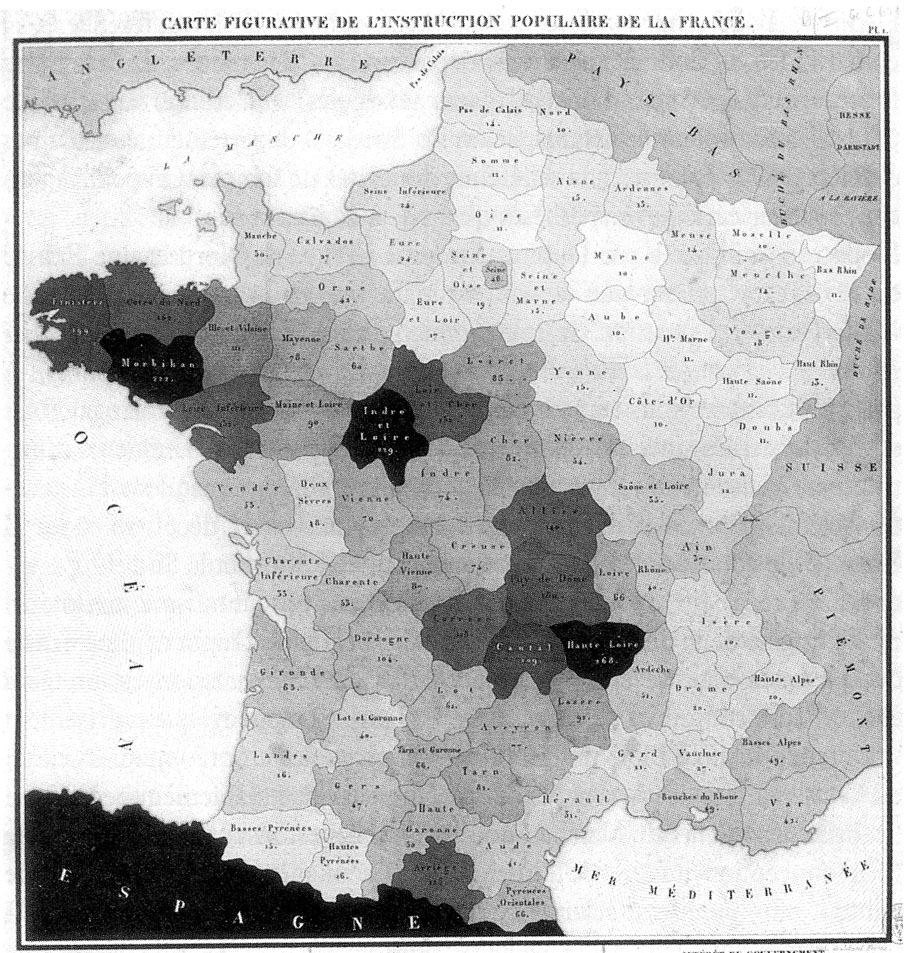
Carte figurative de l'instruction populaire de la France, par Charles Dupin, 1826. Il s'agit de la première carte choroplèthe de l'histoire.

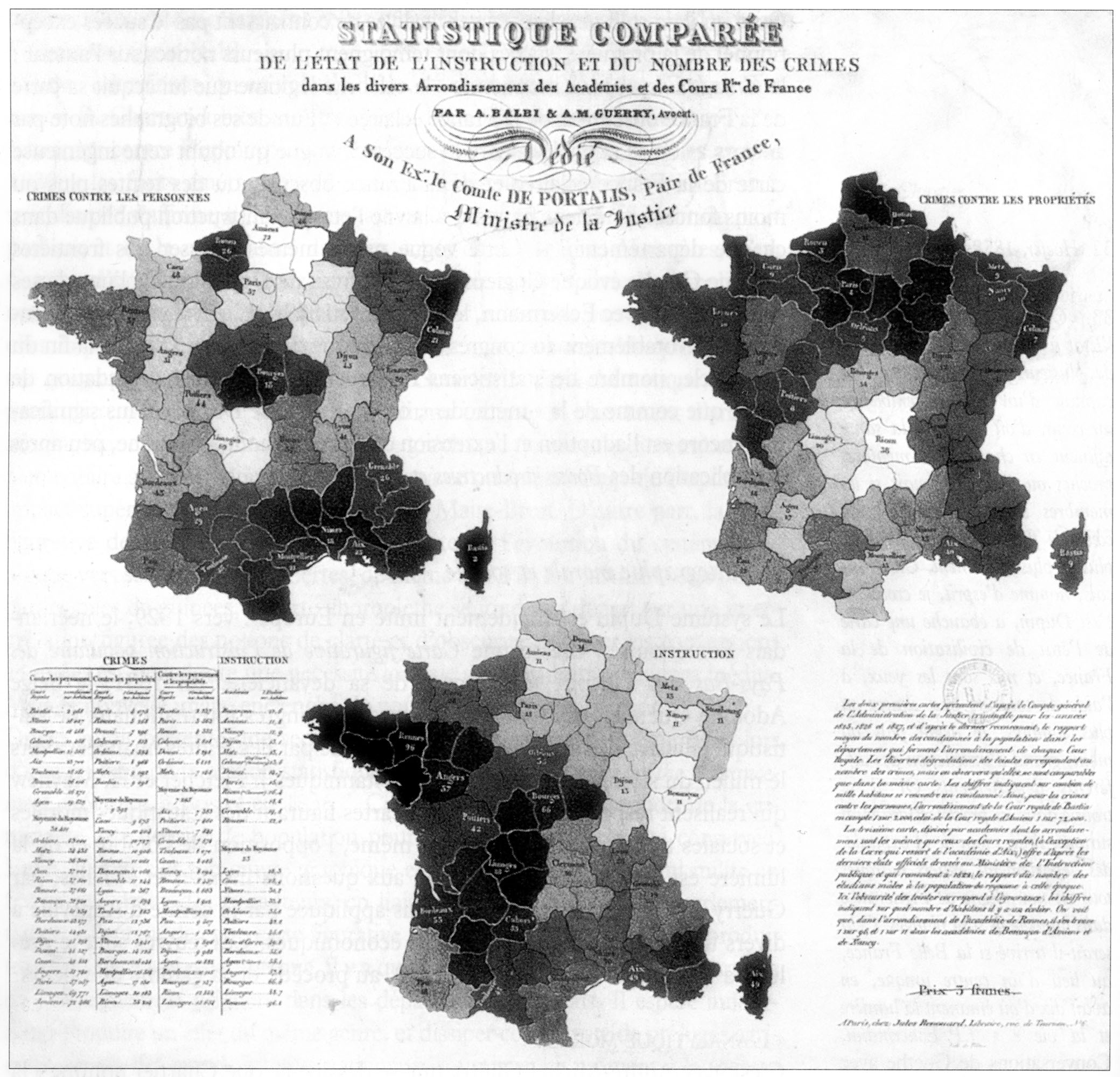
Adriano Balbi et André-Michel Guerry reprennent la carte choroplèthe de Charles Dupin pour faire des cartes choroplèthes comparées de l'instruction et du nombre de crimes (1829).

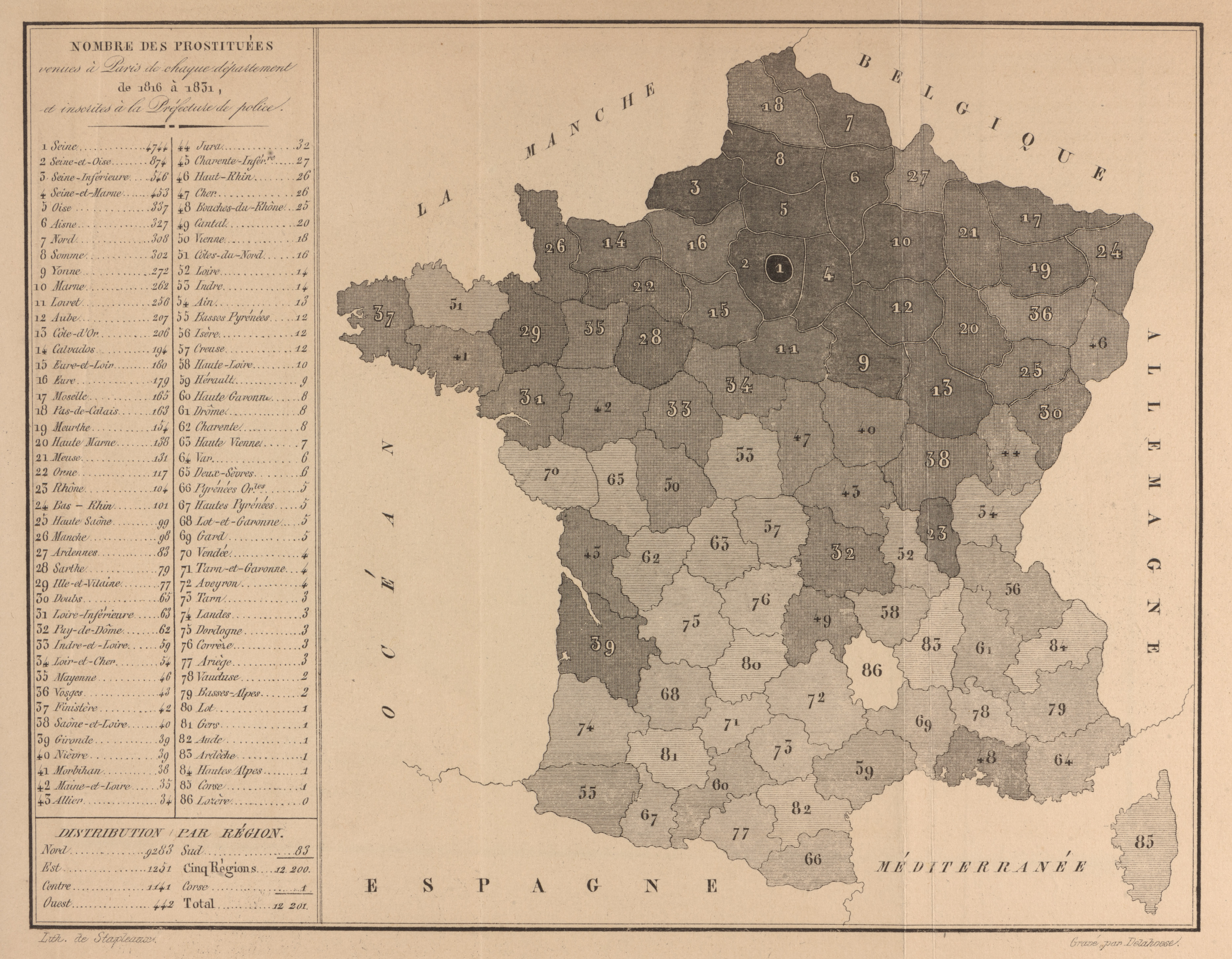
Carte de France de l'origine des prostituées à Paris, publiée par Alexandre Parent du Châtelet en 1836 dans un ouvrage intitulé De la Prostitution dans la ville de Paris, considérée sous le rapport de l’hygiène publique, de la morale et de l’administration

Carte choroplèthe montrant pour chaque État américain la marge victorieuse (en couleur) des candidats à l'élection présidentielle américaine de 2004, ainsi que le taux de participation (disques en noir et blanc).

Une carte choroplèthe (du grec χῶρος  : « zone/région » et πλῆθος  : « grand nombre, multitude ») est une carte thématique où les régions sont colorées ou remplies d'un motif qui montre une mesure statistique, tels la densité de population ou le revenu par habitant. Ce type de carte facilite la comparaison d'une mesure statistique d'une région à l'autre ou montre la variabilité de celle-ci pour une région donnée.
Son inventeur est le Baron Charles Dupin, qui l'avait nommée « Carte teintée » en 1828. La nouvelle appellation dérivée de l'anglais (« choropleth map ») a été lancée en 1938 par le géographe John Kirtland Wright dans son ouvrage Problems in Population Mapping.
La carte choroplèthe correspond aussi à ce qu'Émile Cheysson appelait ensuite (à la fin du XIXe siècle) un « cartogramme à teintes dégradées », qu'il définissait comme un cartogramme dont « les divisions géographiques sont recouvertes de teintes dégradées en fonction de l'intensité statistique du fait représenté ».

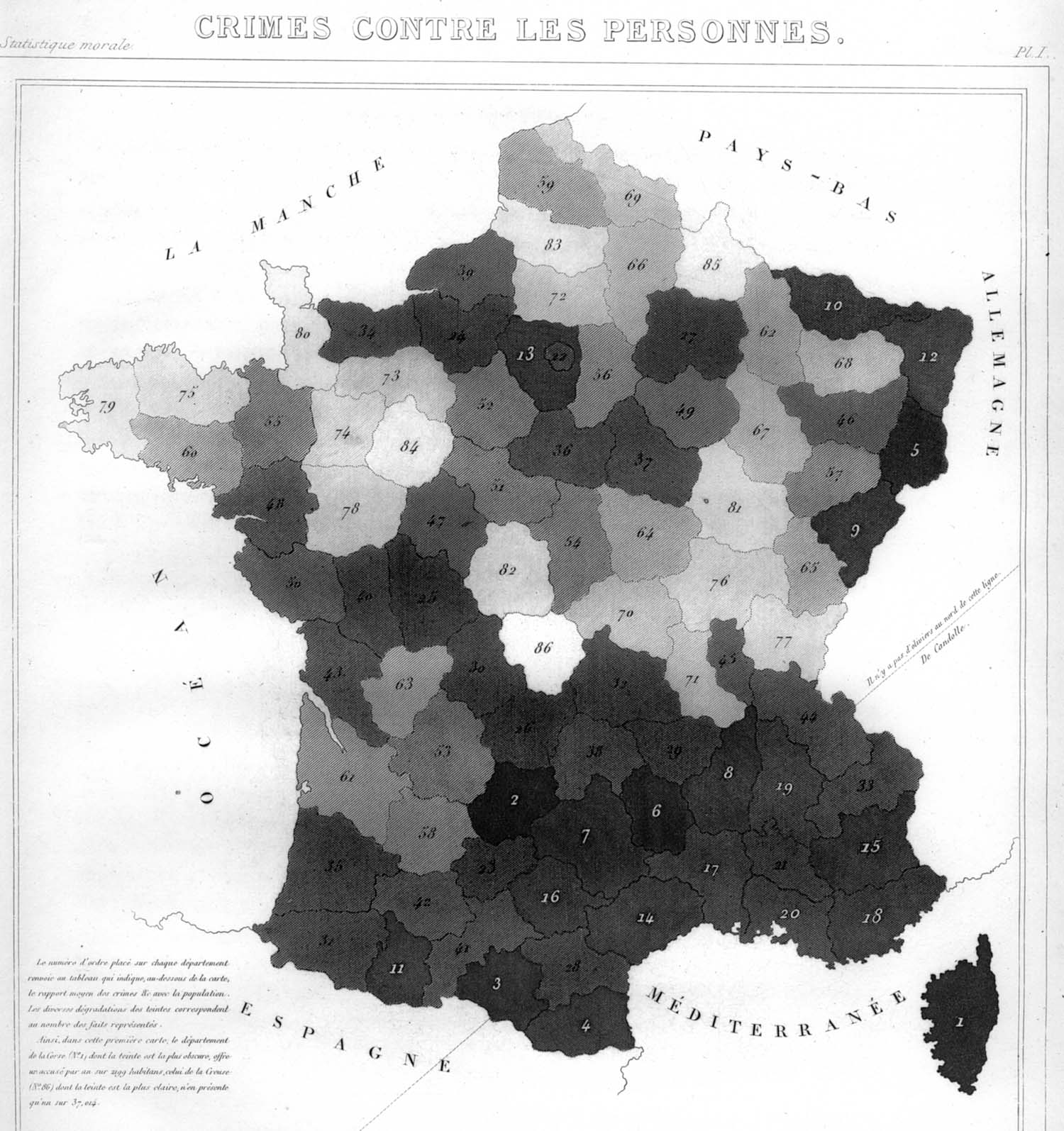
Carte de France des crimes contre les personnes (1833)
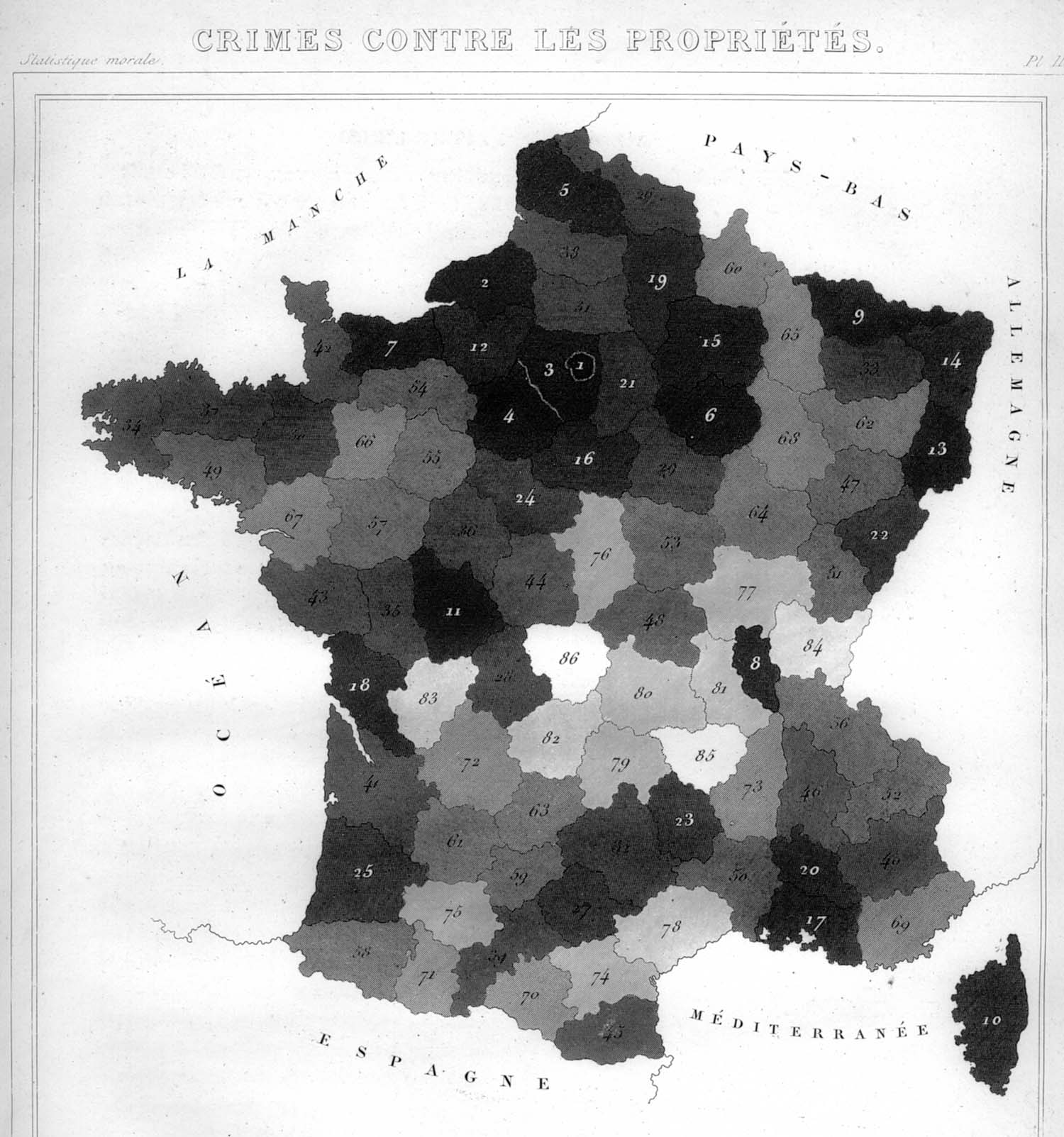
Carte de France des crimes contre les propriétés (1833)
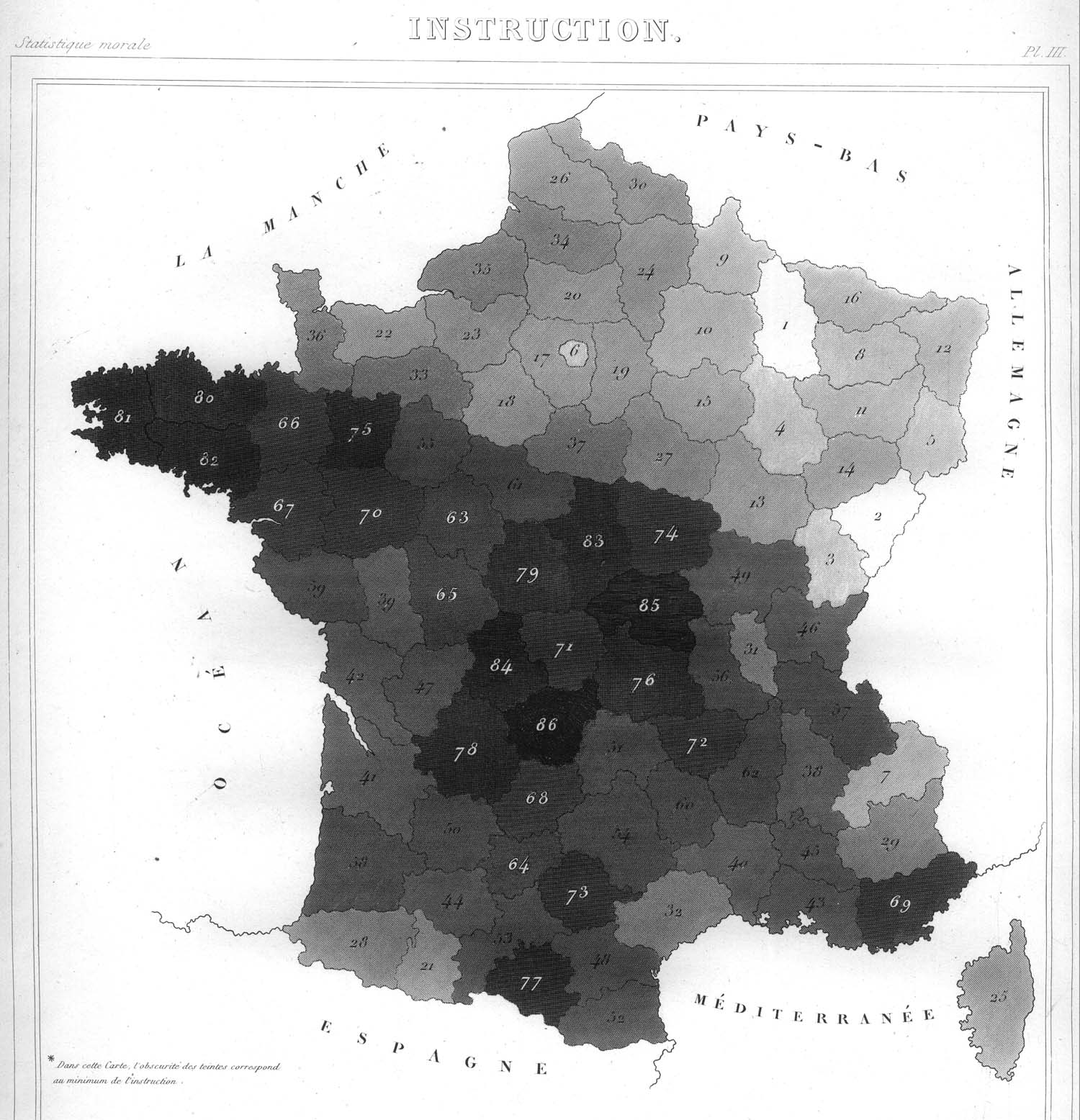
Carte de France de l'instruction (1833)
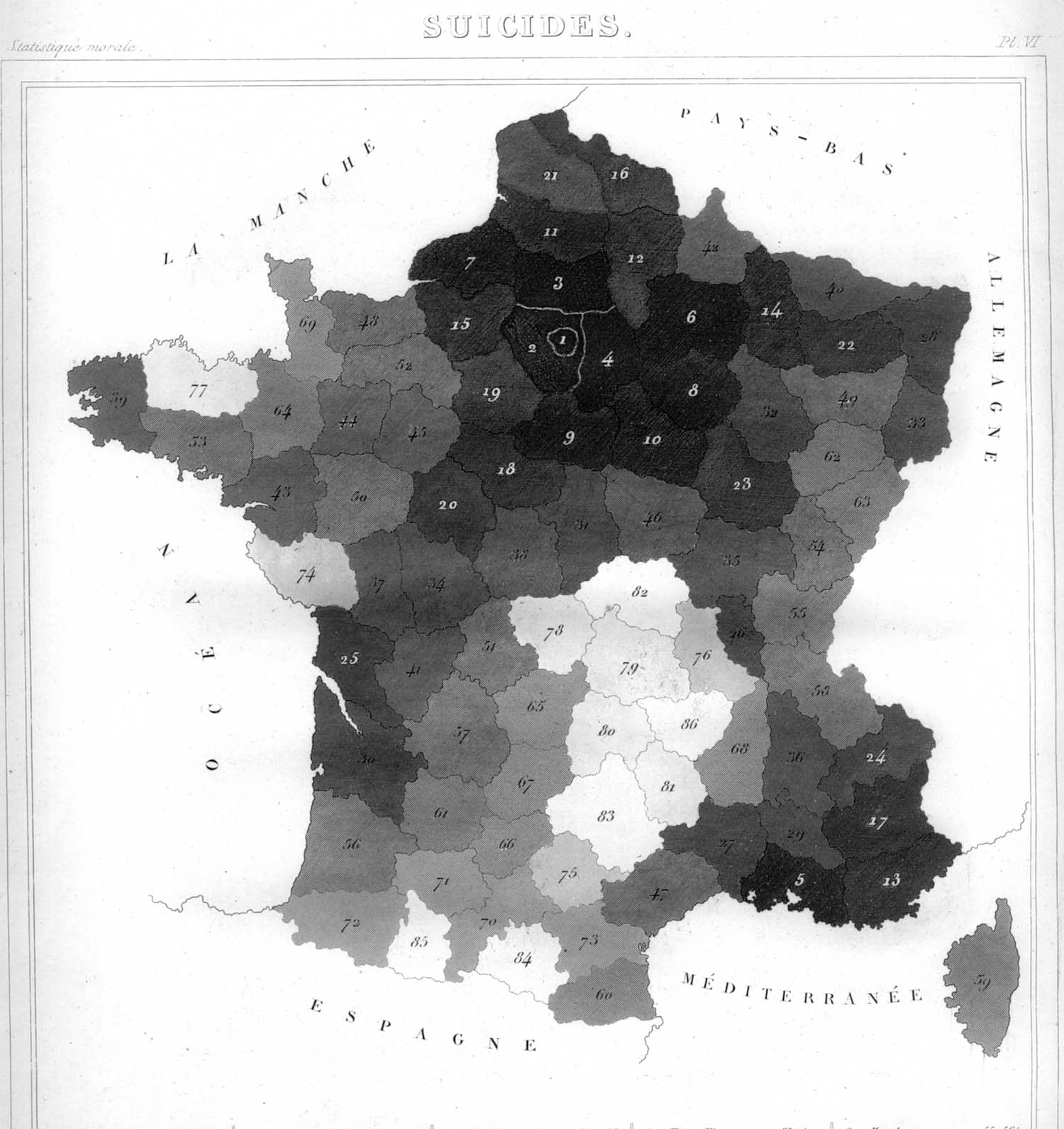
Carte de France des suicides (1833)